# Paul Le Moyne de Maricourt
Pour les articles homonymes, voir Le Moyne.
| |  |  |
| Commission de Louis de Buade, comte de Frontenac, nommant Le Moyne de Maricourt comme remplaçant de Le Moyne d'Iberville, 15 mai 1690 |  |  |

Paul Le Moyne de Maricourt, né le 15 décembre 1663 et mort le 21 mars 1704, fut enseigne de vaisseau et capitaine d'une compagnie de la Marine.

## Historique
Paul Le Moyne de Maricourt, en compagnie de ses frères Jacques et Pierre et du Chevalier de Troyes, partit en 1686 chasser les Anglais de la Baie d'Hudson et rendre le territoire à la Nouvelle-France.  Le voyage prit 85 jours sur la Rivière des Outaouais, le Lac Témiscamingue et la Rivière Abitibi.  Ils étaient dix-huit hommes pour attaquer plusieurs forts dans la région.
Il géra la seigneurie de son père Charles Le Moyne, et eut la tutelle des enfants de son frère Jacques de Saint-Hélène. Émissaire auprès des Iroquois, il joua un rôle majeur dans l'établissement d'une paix durable en 1701-1702. (Voir : Grande Paix de Montréal)
Il se maria deux fois.  La première fois à Québec avec Madeleine Dupont le 29 octobre 1691, et la deuxième fois, avec Françoise Aubert le 3 février 1704. 

## Hommages
L'avenue Maricourt a été nommée en son honneur, en 1963, dans l'ancienne ville de Sainte-Foy, maintenant présente dans la ville de Québec.